# Charles-Louis Balzac

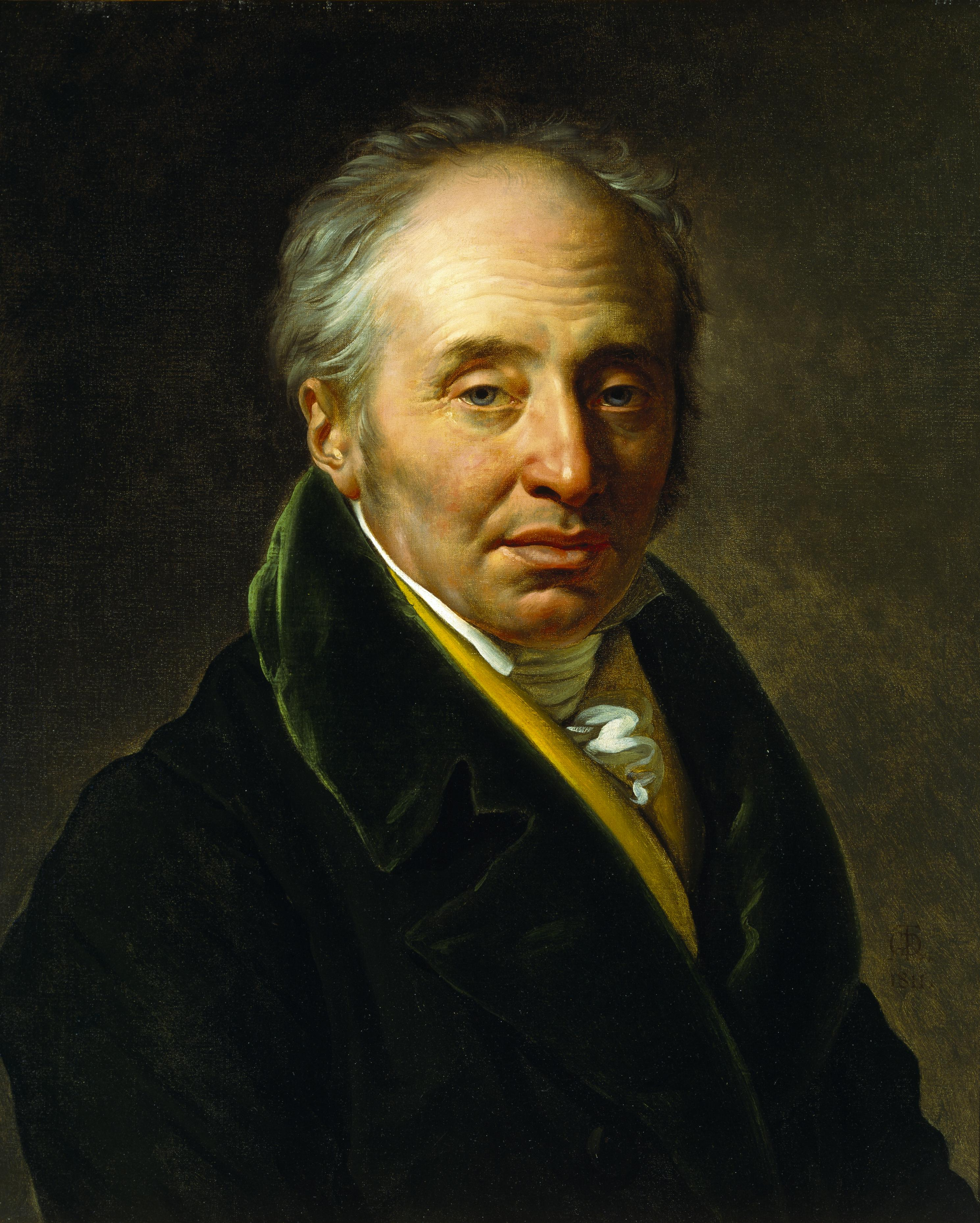
Louis-Charles Balzac, gemalt von Anne-Louis Girodet de Roussy-Trioson (1811)

Charles-Louis Balzac, gelegentlich Charles Louis Balzac (* 1752 in Paris; † 29. März 1820 ebenda) war ein französischer Zeichner und Architekt.

## Leben
Balzac war der Sohn eines Baumeisters, von dem er auch die Grundzüge seines späteren Berufs erlernte. Später wurde er an der Académie royale d’architecture angenommen und studierte Architektur, meistenteils bei Ange-Jacques Gabriel, einem Hofarchitekten von König Ludwig XV.
Als Architekt war Balzac dann für einige Zeit für die Stadtverwaltung von Paris tätig und arbeitete gelegentlich auch mit der École nationale des ponts et chaussées zusammen. Er war ein Befürworter der Revolution und wurde schon früh ein begeisterter Anhänger von General Napoleon Bonaparte.
Als Napoleon 1798 seine Invasion in Ägypten plante, rief das Direktorium die Commission des sciences et des arts ins Leben und gliederte diese dem Expeditionsheer an. Als Mitglied der „Commission“ gehörte Balzac in Kairo dann auch zu den Gründungsmitgliedern des Institut d’Égypte. Später wurden Balzacs Zeichnungen der historischen Monumente auch in die „Description de l’Égypte“ aufgenommen.
Im August 1799 startete Balzac von Bulaq nach Oberägypten, um dort Luxor, Karnak-Tempel und weitere Denkmäler des Alten Reichs zu finden und zu erforschen.
1801 kehrte Balzac mit anderen Kollegen der „Commission“ zurück nach Frankreich. Er bekam eine Anstellung beim Préfet de la Seine Nicolas Frochot und unterstützte diesen bei dessen Reformen. Als Anhänger Napoleons konnte sich Balzac auch während der Restauration nicht für das Haus Bourbon entscheiden. Er ging in Ruhestand und zog sich ins Privatleben zurück. 1820 starb Charles-Louis Balzac in Paris und fand dort auch seine letzte Ruhestätte.